# Ugandatrichia rhodesiensis
Ugandatrichia rhodesiensis is een schietmot uit de familie Hydroptilidae. De soort komt voor in het Afrotropisch gebied.